# John Gill Shorter

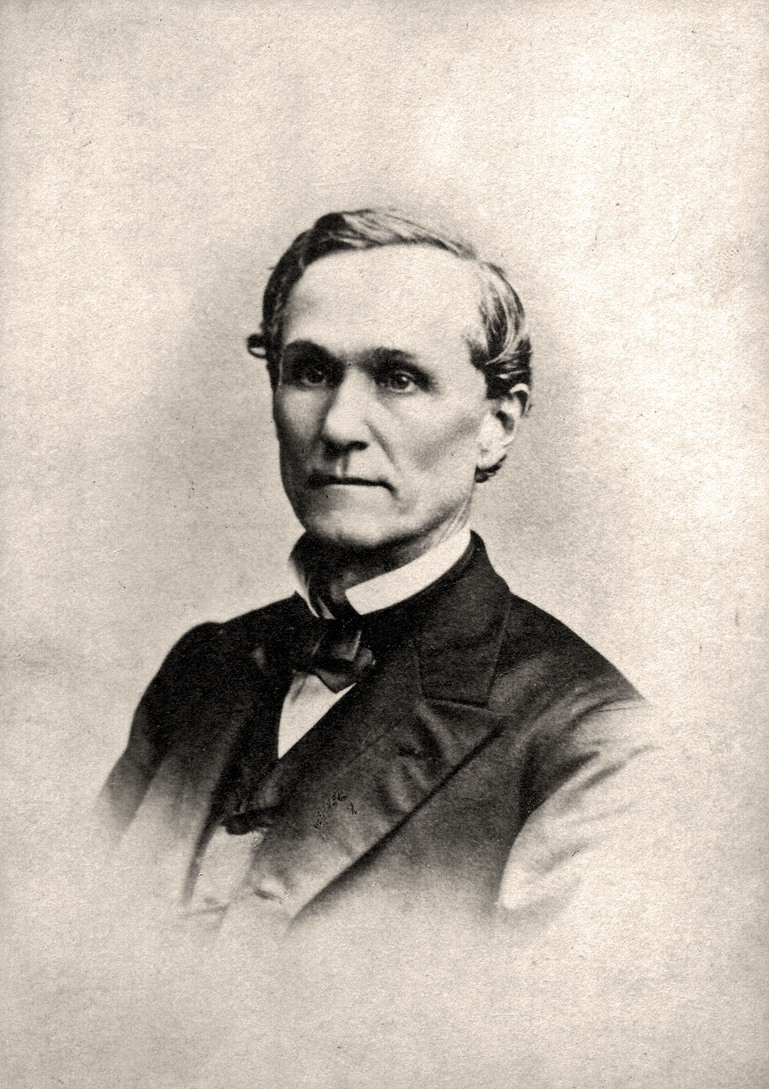
John Gill Shorter

John Gill Shorter (* 3. April 1818 in Monticello, Jasper County, Georgia; † 29. Mai 1872 in Eufaula, Alabama) war ein US-amerikanischer Politiker (Demokratische Partei).

## Werdegang
John Shorters Vater, Dr. Reuben C. Shorter, ein Mediziner und Pflanzer, war als junger Mann von Virginia nach Georgia eingewandert und wurde ein Führer der aufkommenden Demokratisch-Republikanischen Partei. 1833 zog Shorters Familie nach Eufaula im Barbour County in Alabama, wo John Gill vier Jahre später an der University of Georgia graduierte. Nachdem der junge Shorter seinen Bachelor of Laws erhalten hatte, wurde er 1838 als Anwalt in Alabama zugelassen. 1843 heiratete er Mary Jane Battle, die Tochter eines wohlhabenden Barbour-County-Pflanzers.
Die Anwaltskanzlei von John Gill Shorter und seinem Bruder Eli Shorter florierte, der Familienbesitz wuchs ausgiebig und 1845 wurde John Gill als Demokrat Mitglied des Senats von Alabama. 1852 wurde er ins Richteramt vom Eufaula Bezirk gewählt, eine Position, in die er sechs Jahre später wiedergewählt wurde.
Als Anhänger von William Lowndes Yancey war John Gill Shorter ein leidenschaftlicher Sezessionist und ein Mitglied der sogenannten „Eufaula Regency“, einer kleinen Gruppe von Rechtsanwälten und Pflanzern im Barbour County, die 1861 entscheidenden Einfluss bei der Herauslösung Alabamas aus der Union hatten. Shorter diente im Provisorischen Konföderiertenkongress in Montgomery und Richmond, bis er am 2. Dezember 1861 Gouverneur von Alabama wurde. Dieses Amt hatte er nur zwei Jahre inne. In dieser Zeit widmete er sich der Behandlung der Probleme und Belange des Bürgerkrieges sowie Alabamas Beziehung mit der konföderierten Regierung. Vorherrschende Belange schlossen die mobile Verteidigung, die Vergrößerung der Truppen (insbesondere für die Heimatfront), die Pflege von bedürftigen Familien der Soldaten, die Steuern, die Sklavenbeschlagnahme, die Vergrößerung der Armee, den Wehrdienst, die Truppenübung, die militärische Fahnenflucht, die Nahrungsversorgung, das Verbot der Destillation während des Kriegs, den Mangel an Salz, die Beziehung zwischen den staatlichen und militärischen Instanzen, dem Staatsrecht (insbesondere hinsichtlich der zur Verfügung gestellten Versorgungsmaterialien für die konföderierte Regierung) und der Finanzierung des Krieges ein.
Als fähiger und tatkräftiger Kriegsgouverneur wurde Shorter trotzdem in der Wahl von 1863 geschlagen. Man sah ihn als ein Opfer der Proteste von 1861 gegen die Sezessionisten. Als weitere Gründe sah man den missglückten Krieg und die antidemokratische Parteistimmung. Nach seiner Niederlage kehrte Shorter nach Eufaula für die übrigen Jahre seines Lebens zurück, wo er seine Tätigkeit als Anwalt wieder ausübte. Am Ende des Kriegs erschien er noch mal kurz in Montgomery, um am konservativen Sanierungstreffen teilzunehmen. Er verstarb am 29. Mai 1872.